# Ichtyofaune
L'ichtyofaune est la partie de la faune rassemblant les poissons. Elle est l'objet d'études par l'ichtyologie. 
Elle concerne donc tous les milieux aquatiques.

## Histoire de l'ichtyologie
Selon les données disponibles, elle pourrait avoir commencé dans l'Antiquité, avec Aristote (343-340 av. J.-C.). 
Il faut ensuite attendre plus de 1 000 ans (début du XVIe siècle) pour que commence un inventaire plus scientifiques des poissons européens, avec à la même époque quatre ouvrages importants, publiées dans les années 1550 et écrites par quatre savants naturalistes :
- Ippolito Salviani[1] (1554) en Italie ; Pierre Belon[2] (1555) et * Guillaume Rondelet[3] (1558) en France, et Conrad Gessner[4] (1558) en Suisse.

Leurs travaux ont ensuite été précisés ou transformés par la systématique linnéenne et les sociétés savantes, au début du XIXe siècle surtout avec Émile Blanchard ,,, après l'inventaire ichtyologique de la faune de France métropolitaine étant quasi terminé au début du XXe siècle, mais pouvant être remis en question aux niveaux populationnels par les données génétiques ou historiques sur les introductions, réintroductions, transferts, etc. Les contributions naturalistes diminuent ensuite au profit de l'ichtyologie commerciale (salmoniculture et aquaculture d'étang surtout). La dernière faune ichtyologique française date de 1961, publiée par Spillmann, alors que l'on commence à peine à préciser en outre-mer le riche patrimoine ichtyologique (de Guyane et de Nouvelle-Calédonie notamment).
Les progrès de la génétique et de la bioinformatique (PERSAT[Quoi ?], 1988), combinés aux inquiétudes suscitées par l'effondrement récent de certaines populations de poissons réputés parmi les plus rustiques et communs (anguille européenne par exemple), ainsi que les objectifs de « bon état écologique » des masses d'eau pour 2015 (Directive cadre sur l'eau de 2000 en Europe) ont relancé l'intérêt pour les inventaires ichtyologiques et l'étude plus fine des niches écologiques, structures taxonomiques, réseaux trophiques, parasitoses, pollutions génétiques. 
Après la thèse de Verneaux (1973) en 1981, le Conseil français supérieur de la pêche (CSP devenu depuis ONEMA) et le CEMAGREF ont testé un protocole
de recueil standardisé de données, qui a aidé à l'émergence (en 1991 avec l'appui du Muséum national d'histoire naturelle français) d'un Atlas préliminaire des poissons d'eau douce de France (Allardi et Keith, 1991). Avec les bases de données des DIREN (devenues DREAL) françaises et des Agences de l'eau, le réseau hydrobiologique et piscicole (RHP) du CSP doit permettre une réactualisation d'un Atlas et d'une Faune de France.
Dans ce contexte de nouvelles questions sont posées par de nouveaux polluants tels que le nanoargent,les catalyseurs du groupe du platine perdus par les pots d'échappement catalytiques, les pesticides, les perturbateurs endocriniens, les munitions immergées (dont armes chimiques), les déchets en mer ou en rivière non biodégradable, ou encore par les introductions sauvages ou accidentelles de nouvelles espèces dont certaines ont connu une croissance spectaculaire, avec de probables impacts importants sur les réseaux trophiques ; les espèces introduites ou invasives les plus connues et spectaculaires sont en France :
- le silure glabre (Silurus glanis) dont on trouve maintenant des exemplaires atteignant 2 m et dépassant 50 kg[9] dont les plus grands spécimens atteindraient environ 2m et pèseraient plus de 50 kg[9]
- Pseudorasbora parva
- le carassin doré (Carassius auratus)
- l'épyrine lippue, Pachychilon pictum (Tales et al.)

Leur caractère d'espèce dite nuisible ou invasive est plus ou moins nuancé dans le discours des acteurs, notamment selon l'intérêt halieutique que leur accordent les pêcheurs, d'autant que la connaissance du patrimoine ichtyologique français et européen est encore très lacunaire.

## Histoire ichtyologique (histoire des peuplements piscicoles)
Persat et Keith  et d'autres distinguent plusieurs grandes périodes récentes :
1. Temps paléogéographiques continentaux et paléobiogéographique de l'ère tertiaire (- 60 à - 2 millions d'années)  ; Ils nous sont mal connus en raison d'une mauvaise fossilisation des poissons d'eau douce et en particulier des espèces vivant dans les eaux courantes (ainsi la Tanche est le mieux connue pour cette période en Europe[11],[12]). Cette période a connu l'ouverture d'un océan (Atlantique) détachant l'Europe de l'Amérique et éloignant par exemple les anguilles européennes des anguilles américaines, durant l'éocène[13] tout en conservant de nettes affinités euro-américaines pour les espèces les plus nordiques. Peu à peu, avec le recul de la mer de l'Oural (deuxième moitié de l'Oligocène), certains poissons d'eau douce peuvent passer de l'Europe à l'Asie du Nord et inversement. Des poissons d'origine sibérienne (cyprinidés notamment) apparaissent alors en Europe ; à la fin du Miocène, la crise messinienne et l'assèchement de la Méditerranée (CITA[Quoi ?], 1982) mettent en connexion via leurs fleuves de grands cours d'eau dont en Afrique du Nord. Seuls les fossiles en assez bon état (rares et très dispersés) peuvent nous éclairer sur les populations piscicoles (ichtyocénoses) alors existantes[12],[14],[15],[11],[16],[17]. Les fossiles de grandes espèces typiques et connues comme le silure (ex. : dans la basse vallée du Rhône au Miocène) laissent penser que l'environnement était de type « potamique », comme dans l'actuel bassin du Danube, ce qui laisse supposer que les autres poissons fréquents de ce type d'environnement étaient également présents[10].
2. Période du quaternaire (les 2 derniers millions d'années), jusqu'à la dernière recolonisation postglaciaire (−10 000 ans) où les données sont d'origines paléoécologiques et archéopaléontologiques (vertèbres, dents ou otolithes des poissons qui étaient pêchés ou mangés par l'Homme préhistorique) [18]. Les glaciations quaternaires vident une partie des hauts de grands bassins (couverts de glace), mais les faunes préexistantes trouvent de nouveaux habitats sur le plateau continental découverts par la baisse du niveau des océans (jusqu'à −100 m). La Manche n'existe plus et de nombreuses interconnexions inter-bassins existent (dont entre l'Europe et l'actuel Royaume-Uni par exemple[19]. Durant les périodes post-glaciaires, les populations piscicoles sont à nouveau plus isolées et remontent vers le nord et en altitude à partir des zones-refuges (bassin de la mer Noire pour le Danube ; bassin du golfe du Lion pour le Rhône, bassin de la Manche/mer du Nord pour l'Europe de l'Ouest, etc.
Il reste encore des choses mal comprises, comme la capacité de nombreuses espèces de poissons (après les glaciations) à recoloniser des milieux très isolés et à y persister (zones humides isolées, plateaux ou têtes de bassins brutalement séparés du bas du bassin par de hautes chutes, infranchissables dans le sens de la remontée, jusqu'aux lacs glaciaires). Les capacités de transport d'œufs ou de larves par des oiseaux, des événements très rares d'inondations catastrophiques (ruptures de lac glaciaire ou de retenue morainiques par exemple, mettant en connexion deux bassins ou plus) ou la circulation dans des rivières souterraines pourraient être en cause, mais demandent encore à être étudiés[10].
3. Période dite « historique » (de l'Antiquité à nos jours) pour laquelle l'archéoichthyologie apporte de précieuses informations mais encore peu exploitées [20]; Le Gall, 1981, 1984). Certains lieux-dits, noms de familles, textes de chroniqueurs anciens, transcriptions de chants, contes et traditions orales, ou des réminiscences linguistiques[21] sont des indices complémentaires, mais à interpréter avec précaution[10] ;
4. Époque « zoologique » (du XVIe siècle à nos jours), avec le début du creusement des canaux Europe de l'Ouest notamment, qui auront des impacts très différents des connexions permises par le recul de la mer lors des glaciations, car apparaissant brutalement, et non pas au niveau des estuaires, mais dans les grandes plaines alluviales, et en même temps qu'une vague de recalibrages de cours d'eau et de construction d'écluses et milliers de seuils, alors que les castors et leurs barrages régressent rapidement. Les documents écrits sont plus nombreux pour cette période mais peuvent comporter des erreurs et souvent des omissions (les espèces d'intérêt commercial ou halieutiques sont plus souvent décrites ou citées)[10].
5. Époque récente et actuelle (anthropocène), caractérisé par un effondrement et bouleversement de la biodiversité, tout particulièrement depuis le début de l'ère industrielle, et l'intensification des interconnexions par les grands canaux et parfois des eaux de ballast de navires ou péniches. Des introductions volontaires ou non modifient fortement les réseaux trophiques. Par exemple au XXe siècle, les pêcheurs introduisent le silure glabre dans de nombreux bassins européens (cette espèce était présente au Miocène dans le Rhône selon Mein[22]), après qu'il y ait eu au Pliocène des connexions interfluviales directes entre le Danube, le Rhin, le Doubs et le Rhône[23],[24]. Il avait néanmoins disparu de l'Europe de l'Ouest au moins depuis le début de l'époque historique (jusqu'à sa récente « réintroduction » dans ce cours d'eau son introduction dans de nombreux étangs et autres cours d'eau).

## Par grands milieux; mers, estuaires, lagunes et autres zones saumâtres, et eaux douces

### Océan
L'ichtyofaune est l'objet de pêches industrielles. Le radar permet même de détecter des bancs de poissons. 
Hormis les poissons des grands fonds, les espèces d'intérêt commercial semblent assez bien connues, car mieux étudiées et suivies.

### Fleuves et rivières
L'ichtyofaune n'a pas fait bon ménage, partout, avec les genres humains. 
Même dans les endroits où elle a fait l'objet de repeuplement (qui ont aussi pu contribuer à appauvrir le patrimoine génétique de certains taxons), les pollutions peuvent encore décimer rapidement la population. 
Les inventaires ont profité des progrès méthodologiques et de l'invention des échantillonnages par pêche électrique (mode d'inventaire a priori moins stressant que la prise au filet, mais qui pourrait aussi avoir quelques impacts en termes de survie, pour les œufs, larves, alevins et individus accidentellement exposés de trop près au courant électrique entre anode et cathode).
L'évaluation patrimoniale des cours d'eau pose encore des problèmes méthodologiques. En effet, il y a eu tant de réempoissonnements, d'introduction et de transferts de poissons via les canaux (qui ont mis en relation entre eux des dizaines à centaines de bassins versants autrefois séparés), que les « pools génétiques » de nombreuses populations au sein de leur métapopulation ont été bouleversés, et que l'autochtonie de nombreuses espèces est difficile à établir sur une grande partie de leur aire actuelle de répartition.
Par exemple, le hotu (Chondrostoma nasus) est considéré comme « autochtone » en France car déjà cité dans les inventaires du XVIe siècle dans la Moselle. En fait il pourrait avoir pu naturellement gagner le bassin de la Moselle via le bassin du Rhin après capture des eaux de la Moselle par la Meurthe. Il se comporte pourtant depuis quelques décennies comme une espèce invasive récemment introduite dans les autres bassins de France métropolitaine. Autre exemple : Des espèces très communes et ubiquistes présentent des variantes et génomes locaux qui prouvent l'ancienneté de sous-populations qu'on pourrait dire autochtones, voire endémiques à la suite d'un isolement géographique ou écologique. On cite souvent l'exemple de la vandoise (Leuciscus leuciscus) ou du blageon (Telestes souffia) ,, mais il est probable qu'il en existe ou existaient récemment de nombreux autres. 
Enfin, la fuite dans la nature de poissons transgéniques (OGM) pourrait également poser de nouveaux problèmes.
En théorie, c'est bien à l'échelle du bassin-versant et hydrographique que les réseaux écologiques aquatiques fonctionnent (cf. Trame bleue, nuancée par le contact avec la trame bleu marine et ses corridors biologiques sous-marins…), et c'est l'échelle de référence retenue par le Conseil Supérieur de la Pêche et les Agences de l'eau en France pour garantir la cohérence de leurs inventaires et évaluations patrimoniales. Mais en réalité ces bassins n'existent parfois plus vraiment. Certains cours d'eau ont été fragmentés, vidés ou détournés, et les canaux creusés depuis deux ou trois siècles (voire depuis 1000 ans pour le cas du canal de Noeufossé dans le nord de la France) ont mis en contact de nombreux bassins qui ne l'étaient pas aux échelles géologiques récentes ou anciennes. Aujourd'hui peu d'espèces sont en France endémiques d'un bassin, ou très présentes dans un bassin et totalement absentes des autres, mais ce ne serait peut-être pas le cas sans les canaux et rempoissonnements. La situation française contraste nettement avec celle des DOM-TOM, ou même de l'Espagne où, sur une surface proche celle de la France (l'un des pays occidentaux les plus riches en canaux avec la Belgique et les Pays-Bas), coexistent un nombre impressionnant d'espèces endémiques, chaque bassin possédant ses particularités faunistiques (Almaça, 1978 ; Doadrio et al., 1991), ce qui pourrait changer si ce pays réalise son grand projet de transfert d'une partie des masses d'eaux de l'Ebre vers le Sud du pays par un nouveau grand canal, ce qui peut remettre en question la notion d'espèce patrimoniale, notamment dans les régions très artificialisées ou plus sauvages, mais ayant fait l’objet de nombreux rempoissonnements (salmonidés en général). Les impacts indirects de ces bouleversements hydro-écologiques sont en outre encore très difficiles à mesurer.

## Nappes de surface ou souterraines
Dans les nappes d'eau, la vie peut conserver parfois des surprises